# 列扎河
59°16′54″N 40°13′10″E / 59.28167°N 40.21944°E

列扎河（俄语：Лежа），是俄羅斯的河流，位於該國西北部沃洛格達州，屬於蘇霍納河的右支流，流經格里亞佐韋茨區、沃洛格達區和梅日杜列琴斯基區，河道全長178公里，流域面積3,350平方公里。